# Van der Graaf Generator
Van der Graaf Generator is een Britse band, opgericht in 1967 door Chris Judge Smith en Peter Hammill. De naam is ontleend aan de vandegraaffgenerator, en werd geopperd door Smith. De band bracht de single "People You Were Going To" uit, die wegens contractuele problemen slechts een week verkrijgbaar was. Smith verliet de groep en begon een solocarrière. Vanaf het begin vormde zanger Peter Hammill de spil van de band. Zijn karakteristieke stem is bepalend voor het geluid van de groep. Bovendien schreef hij de meeste nummers.

## Historie

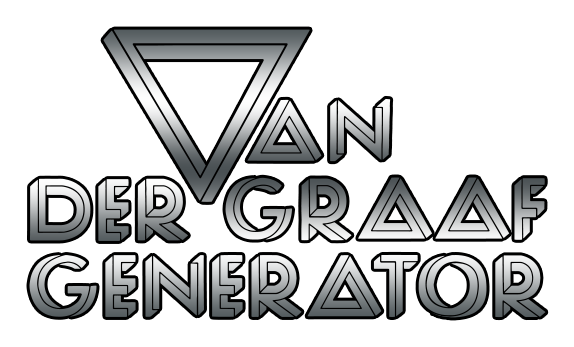
Logo van de band

In de klassieke bezetting bestond de groep, naast Hammill, uit toetsenist Hugh Banton, saxofonist David Jackson en drummer Guy Evans. De band wordt vaak tot de progressieve rock gerekend maar heeft een duidelijk herkenbaar geluid dat sterk afwijkt van dat van de tijdgenoten. Het grote publiek werd nooit bereikt; alleen in Italië was Van der Graaf Generator enorm populair.
Het eerste album, The Aerosol Grey Machine, uit 1969 leunde nog sterk op het psychedelische geluid van die tijd. De band kreeg een contract bij het nieuwe Charisma-label, waaraan later onder meer ook Genesis was verbonden. Vanaf het tweede album, The Least We Can Do Is Wave To Each Other, had de band een meer duister geluid. De muziek was geen lichte kost en Hammills teksten waren voor het grote publiek te intellectueel, maar de band wist een trouwe cult-aanhang aan zich te binden. Karakteristiek waren op de eerste plaats de stem van Hammill, maar ook het geluid van de dubbele saxofoon door David Jackson. Daarnaast ontbraken elektrische gitaar en ook de basgitaar sinds het vertrek van bassist Nic Potter in 1970, waarna het orgel van orgelbouwer en toetsenist Hugh Banton de bassen verzorgde.
In 1972, na het verschijnen van het vierde album Pawn Hearts, ging Van der Graaf Generator uit elkaar. Peter Hammill vervolgde zijn solocarrière, overigens daarbij in de studio vaak bijgestaan door de andere ex-leden van Van der Graaf Generator. In 1973 verscheen het album The Long Hello, een samenwerking tussen onder andere Banton, Evans, Jackson en Potter. Er verschenen later nog drie andere Long Hello platen, alle zonder Hammill.
In 1975 kwam Van der Graaf Generator (Hammill, Banton, Evans en Jackson) weer bij elkaar, en nam in relatief korte tijd drie albums op (plus een solo-album van Peter Hammill). Godbluff verscheen in 1975, en Still Life en World Record in 1976.
Eind 1976 stapte Banton, en korte tijd later ook Jackson op, overigens niet vanwege onderlinge conflicten. Hiermee veranderde het geluid van de groep ingrijpend, en de naam van de band werd gewijzigd in kortweg Van der Graaf. Naast Hammill en Evans bestond Van der Graaf uit violist Graham Smith en de teruggekeerde bassist Nic Potter. In deze bezetting werd nog het album The Quiet Zone / The Pleasure Dome opgenomen, met meer puntige songs en een hoofdrol voor de viool. Na toevoeging van cellist Charles Dickie en een kortstondige terugkeer van Jackson viel in 1978 definitief het doek. Ten slotte verscheen nog het erg rauw klinkende dubbel-live-album Vital, onder de naam Van der Graaf en in de laatste nogal a-typische line-up.
Peter Hammill zette zijn solocarrière voort, wederom vaak met de hulp van zijn oud-collega's, en bouwde een omvangrijk oeuvre op. In 1982 verscheen nog het album Time Vaults, aanvankelijk alleen op cassette, dat demo-opnamen bevat uit de periode 1972-1975. In 1994 verscheen Maida Vale, een cd met BBC-opnamen uit 1971 tot 1976. In 2000 verscheen een 4 cd box (met als naam The Box) met geremasterd en zeldzaam live- en studio-materiaal.
Nadat er in 1996 en 2003 reeds korte (voor één song), onaangekondigde gezamenlijke optredens waren, volgde in 2005 in the Royal Festival Hall in Londen een echte reünie in de klassieke bezetting. Het concert was in een mum uitverkocht. Nog voor het concert verscheen het in begin 2004 reeds in het geheim opgenomen album Present, een dubbel-cd waarvan de eerste cd nieuwe nummers bevat en de tweede improvisaties. In 2007 verscheen Real Time, de integrale registratie van het reünieconcert.
In september 2006 kondigden Hammill, Banton en Evans aan als trio verder te zullen gaan. Jackson zou volgens Peter Hammill niet de goede houding hebben ten aanzien van het lid zijn van een band als Van der Graaf Generator. Het zelfbenoemde "Power Trio" gaf in 2007 een beperkt aantal concerten en nam in juli in Cornwall een nieuw album op. Dit verscheen in maart 2008, met een (in goede Van der Graaf Generator-traditie) op vele manieren te duiden titel: Trisector. In juni en juli 2009 gaf Van der Graaf Generator concerten in Canada en de Verenigde Staten (de band was sinds 1976 niet meer in de Verenigde Staten geweest).
In het voorjaar van 2010 nam het trio in Devon een geheel nieuw album op. A Grounding in Numbers verscheen op 14 maart 2011 zowel op CD als op vinyl. Het meest recente - en naar eigen zeggen wellicht laatste - album van Van der Graaf Generator, Do not disturb, verscheen in 2016.
In 2020 stond een lange tour door Europa geplanned, welke door COVID-19 meermalen uitgesteld moest worden. De tour startte uiteindelijk in Helsinki, november 2021 - twee keer zonder drummer Guy Evans omdat deze het vliegtuig niet in mocht vanwege een half verlopen paspoort. De tour eindigde voortijdig omdat Hammill met spoed levensreddend geopereerd moest worden na het concert in Reutlingen, Duitsland op 11 mei 2022. Een CD/DVD/BluRay met opnames van een van de concerten verschijnt in maart 2023 onder de naam The Bath Forum Concert.

## Discografie

### Albums
| Album met eventuele hitnotering(en) in de Nederlandse Album Top 100 | Datum van verschijnen | Datum van binnenkomst | Hoogste positie | Aantal weken | Opmerkingen                     |
| ------------------------------------------------------------------- | --------------------- | --------------------- | --------------- | ------------ | ------------------------------- |
| The aerosol grey machine                                            | 1969                  | -                     |                 |              |                                 |
| The least we can do is wave to each other                           | 1970                  | -                     |                 |              |                                 |
| H to He, who am the only one                                        | 1970                  | -                     |                 |              |                                 |
| Pawn hearts                                                         | 1971                  | -                     |                 |              |                                 |
| Godbluff                                                            | 1975                  | -                     |                 |              |                                 |
| Still life                                                          | 1976                  | -                     |                 |              |                                 |
| World record                                                        | 1976                  | -                     |                 |              |                                 |
| The quiet zone / The pleasure dome                                  | 1977                  | -                     |                 |              |                                 |
| Vital                                                               | 1978                  | -                     |                 |              | Livealbum                       |
| Time vaults                                                         | 1982                  | -                     |                 |              | "Lo-fi" archiefopnames/demo's   |
| Maida vale                                                          | 1994                  | -                     |                 |              | Livealbum                       |
| The box                                                             | 2000                  | -                     |                 |              | 4 cd Verzamelbox                |
| Present                                                             | 25-04-2005            | -                     |                 |              |                                 |
| Real time                                                           | 02-03-2007            | -                     |                 |              | Livealbum van het reünieconcert |
| Trisector                                                           | 14-03-2008            | -                     |                 |              |                                 |
| A grounding in numbers                                              | 10-03-2011            | 19-03-2011            | 81              | 1            |                                 |
| ALT                                                                 | 2012                  |                       |                 |              |                                 |
| Merlin atmos                                                        | 2015                  |                       |                 |              | Livealbum                       |
| Do not disturb                                                      | 2016                  | 8-10-2016             | 91              | 1            |                                 |
| The Bath Forum Concert                                              | 2023                  |                       |                 |              | Livealbum / video               |